# Elmínia de capell negre
L'elmínia de capell negre (Elminia nigromitrata) és una espècie d'ocell de la família dels estenostírids (Stenostiridae).

## Hàbitat i distribució
Habita els boscos de Guinea, Sierra Leone, Libèria, Costa d'Ivori, Ghana i sud de Nigèria i sud del Camerun, sud-oest de la República Centreafricana, extrem sud del Sudan, nord i nord-est de la República Democràtica del Congo, Uganda, oest de Kenya i Tanzània, cap al sud a Gabon i centre i est de la República Democràtica del Congo.